# Keratokonus

Jämförelse mellan normal hornhinna och keratokonus.

Keratokonus är en ögonsjukdom som innebär att hornhinnan gradvis förtunnas och buktar ut till en konform.  
Namnet kommer av grekiska kerat (horn) och latin conus (kon).  
Sjukdomen debuterar ofta under tonåren och utvecklas över en period på 10–20 år. Förekomsten uppskattas till cirka en per 2 000 personer.
En frisk hornhinna är jämnt välvd så att ljuset bryts korrekt mot linsen och näthinnan. Vid keratokonus bryts ljuset oregelbundet, vilket försämrar synförmågan. Synfelet kan ofta korrigeras med glasögon eller kontaktlinser, men i svåra fall kan hornhinnetransplantation krävas.
Keratokonus beskrevs första gången 1748 av Burchard Mauchart. År 1854 gav John Nottingham en mer detaljerad beskrivning.

## Orsak
Den exakta orsaken till keratokonus är okänd.

### Ärftlighet
Ungefär sju procent av de drabbade har keratokonus i släkten.

### Associerade sjukdomar och faktorer
Keratokonus är associerad med atopiskt eksem, astma och allergi, sannolikt genom ökad ögongnuggning.  
Andra associerade tillstånd är Lebers kongenitala amauros, Ehlers–Danlos syndrom, osteogenesis imperfecta, Downs syndrom och mitralklaffsprolaps.  
Upp till tio procent av personer med Downs syndrom drabbas, vilket har lett till screening i Sverige.

## Symtom
Vanliga symtom är:
- Suddig eller förvrängd syn

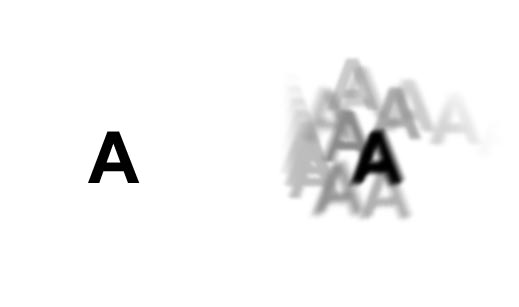
Simulerad bild av flerbildsseende vid keratokonus.

- Nedsatt synskärpa på både nära och långt håll
- Försämrat mörkerseende
- Olika syn mellan ögonen
- Ökad ljuskänslighet
- Trötta eller irriterade ögon
- Ärr på hornhinnan
- Flerbildsseende
- Ljusringar och bländningsfenomen
- Bättre syn genom ett litet hål

### Hydropsattack
Vid svår keratokonus kan en bristning i Descemets membran uppstå, varvid kammarvatten kan tränga in i hornhinnan.  
Symtom vid hydropsattack:
- Plötslig synnedsättning[10]
- Smärta[10]
- Grumlig, mjölkaktig hornhinna[10]

Tillståndet återgår vanligen inom 6–8 veckor. Ärrbildning kan göra hornhinnan plattare och underlätta linsanvändning. Operation krävs sällan.

## Behandling
Behandlingen anpassas efter svårighetsgrad och utvecklingstakt.

### Glasögon och kontaktlinser
I tidiga stadier kan synen korrigeras med glasögon eller kontaktlinser. Vid oregelbunden hornhinna används ofta speciallinser.

### Kirurgi
Kirurgiska alternativ omfattar:
- Hornhinnetransplantation – penetrerande eller lamellär keratoplastik.[11]
- Ringimplantat – till exempel ICRS (intrastromala korneala ringsegment).
- Corneal cross-linking – behandling med riboflavin och UV-ljus för att stärka hornhinnan.[12]